# Fallout 4: Nuka-World
A Fallout 4: Nuka-World egy DLC a 2015-ös Fallout 4 poszt-apokaliptikus akció-szerepjátékhoz. A Bethesda Game Studios fejlesztette, a Bethesda Softworks kiadta, és 2016. augusztus 30-án jelentette meg Microsoft Windowsra, PlayStation 4-re és Xbox One-ra. A Nuka-World egy Nuka-Cola által inspirált vidámparkban játszódik, ahol most fosztogatóbandák uralkodnak. A Fallout 4-hez hasonlóan a Nuka-World is első és harmadik személyű nézetből játszható. A Nuka-Worldben a játékos teljesíthet, és felfedezhet. A küldetések befejezése után a játékos jutalmat kap a franchise kitalált pénznemével, a Nuka-Cola palackok kupakjaival és a tapasztalati pontokkal.
A Nuka-World fejlesztése a Fallout 4 2015. novemberi kiadása után kezdődött. A DLC részben a játékosok visszajelzésein alapult, amelyekben a fosztogatók bevonásával való további tartalom iránti vágyat fejezték ki. A Nuka-World pletykái három hónappal a hivatalos kiadás előtt láttak napvilágot, miután egy új kiterjesztésre utaló fájlt találtak a Fallout 4 forráskódjában. A fejlesztést Matt Grandstaff megerősítette a Bethesda Game Studios blogján. A Fallout 4: A Nuka-World pozitív és vegyes választokat egyaránt kapott, az értékelők az új helyszíneket dicsérték, de a Nuka-Worldöt kedvezőtlenebbnek ítélték meg a Far Harbor számára - a játék korábbi bővítőcsomagjaként -, mivel azt hitték, hogy kevésbé nyilvánvaló története van.

## Cselekmény
A föhős elkap egy rádióüzenet ami arra invitálja őt, hogy látogasson el a Nuka-Cola által inspirált Nuka-Worldbe. Mikor megérkezik a vidámparkba áthalad egy csapdás területen ahol tesztelik a képességeit. Ezután meg kell küzdenie "Overboss Colter"rel.
A játékos legyőzi Coltert és Porter Gage egy veterán fosztogató gratulál neki. Miután elhagyja az arénát elkezdheti szabadon felfedezni Nuka-Worldöt. 
Azonban, hogy tovább mehessen a cselekményszálon beszélnie kell Gage-el a "Fizzy Mountain" tetején. 
Ő elmondja neki, hogy most, hogy legyőzte Coltert a játékos lett az Overboss és, hogyha szeretné megtartani a rangot akkor beszélnie kell a három bandavezérrel.
Ahogy a Fallout 4-ben itt is két befejezés lehetséges. Az egyik az, hogy visszaállítjuk az áramot a vidámparkban és miután levadásszuk a bandavezéreket a kereskedőknek adjuk. A másik pedig, hogy a banditáknak segítünk és a fő játék térképén településeket szerzünk nekik.